# Lucky Omosigho
Lucky Omosigho (ciudad de Benín, estado de Edo, Nigeria, 22 de octubre de 1974) es un periodista y director general de Mavlutino international Ltd. y también el director ejecutivo de la revista Obaland Magazine.
En 2020, ganó el premio APCN Humanitarian Award of Excellence, organizado por Aid People Change Nigeria Charity and Orphanage Organization, presentado por la leyenda de la música nigeriana Evi Edna Ogholi. Es popular por el periodismo de investigación que provocó detenciones de criminales en Ghana, Italia y Nigeria.